# Fred Pierrafeu
Fred Pierrafeu (ou Fred Caillou au Québec et au Nouveau-Brunswick et Frederick “Fred” Flintstone en version originale américaine) est le principal protagoniste de la série de dessins animés Les Pierrafeu, série qui a été initialement diffusée en tant que prime-time sur la chaîne télévisée ABC de 1959 à 1966. Les principaux doubleurs en version française sont Roger Carel (en français) et Paul Berval (en français québécois).

## Biographie fictive
Fred est le mari de Wilma (Délima, au Québec et au Nouveau-Brunswick) et le père d'une petite fille nommée Pépite (Agathe). Ses meilleurs amis, mais aussi ses voisins, sont Betty et Barney Laroche (Bertha et Arthur). Fred vit à Caillouville (Saint-Granite), ville préhistorique fictive, dans un monde où les dinosaures cohabitent avec des hommes des cavernes modernes, ceux-ci ayant une version primitive des actuels appareils modernes tels que le téléphone, la voiture ou encore la machine à laver.
La personnalité de Fred est basée sur celle de Ralph Kramden, personnage de la série télévisée des années 1950 intitulée The Honeymooners et de Chester A. Riley de The Life of Riley. Ainsi, tout comme Ralph, Fred a une outrecuidance qui a tendance à être agressif (surtout envers son meilleur ami, Barney Laroche, à chaque fois que ce dernier fait une gaffe) et veut constamment améliorer la condition de vie de sa famille, sans pour autant obtenir des résultats. Il travaille comme grutier dans la compagnie d'extraction de pierre Miroc et Frères (Slate Rock and Gravel Company dans la version originale, celle-ci est aussi connue sous le nom de Rockhead and Quarry Cave Construction Company dans les premiers épisodes). Ses passe-temps incluent le bowling, le poker, le billard, jouer au golf, flâner autour de la maison, se prélasser dans son hamac ou à la piscine. Pour ces deux premières activités, il se révèle fort doué, comme en témoigne un des épisodes où il joue contre la mère de Wilma. En outre, Fred a remporté des championnats grâce à ses compétences au bowling; dans un épisode, il va jusqu'au point de prendre des cours de danse (ballet) pour améliorer son jeu. Fred, comme Barney, était aussi un membre de l’Ordre loyal des bisons des prairies, un club privé dans lequel les femmes des membres ne sont pas admises.
Lorsqu'il est heureux ou content, Fred s'écrie : « Yabba-dabba Doo ! ». Cette expression sera d'ailleurs incluse dans une ritournelle de Hoagy Carmichael que le chanteur-compositeur chante dans l'un des épisodes des Pierrafeu. Il a également été mentionné dans la chanson de George Jones The King is Gone. Notons que son expression est semblable à celui du personnage de Scooby-Doo (créé aussi par les studios Hanna-Barbera)  qui crie « Scooby-Dooby-Doo ! »

## Cinéma
- Films en prises de vues réelles
- 1994 : The Flintstones - La Famille Pierrafeu - Les Pierrafeu au Québec
- 2000 : The Flintstones in Viva Rock Vegas - Les Pierrafeu à Rock Vegas - Les Pierrafeu à Viva Rock Vegas au Québec

## Annexe